# NGC 6575
NGC 6575 (również PGC 61506 lub UGC 11138) – galaktyka eliptyczna (E), znajdująca się w gwiazdozbiorze Herkulesa. Odkrył ją Truman Safford 7 czerwca 1866 roku. Niezależnie odkrył ją Édouard Jean-Marie Stephan 1 lipca 1880 roku.
W galaktyce tej zaobserwowano supernową SN 2002cu.